# Округ Фалон (Монтана)
Фалон (енгл. Fallon County) је округ у америчкој савезној држави Монтана.

## Демографија
По попису из 2010. године број становника је 2.890, што је 53 (1,9%) становника више него 2000. године.
| Група             | 2000.         | 2010.         |
| Белци             | 2.790 (98,3%) | 2.793 (96,6%) |
| Афроамериканци    | 4 (0,1%)      | 2 (0,1%)      |
| Азијати           | 10 (0,4%)     | 17 (0,6%)     |
| Хиспаноамериканци | 11 (0,4%)     | 34 (1,2%)     |
| Укупно            | 2.837         | 2.890         |